# Skarga na wyrok sądu odwoławczego
Skarga na wyrok sądu odwoławczego – jeden z nadzwyczajnych środków zaskarżenia w polskim postępowaniu karnym, wprowadzony 15 kwietnia 2016 r. na mocy nowelizacji Kodeksu postępowania karnego z dnia 16 marca 2016 r. W zakresie postępowania karnego była to zupełnie nowa instytucja, aczkolwiek wzorowana na zażaleniu obowiązującym w przepisach k.p.c. na rozstrzygnięcie sądu odwoławczego o uchyleniu wyroku sądu pierwszej instancji i przekazaniu sprawy do ponownego rozpoznania.

## Istota regulacji
Środek ten przysługuje stronie od wyroku sądu odwoławczego uchylającego wyrok i przekazującego sprawę do ponownego rozpatrzenia (tzw. wyroku kasatoryjnego). Skarga miała na celu zmniejszenie ilości orzeczeń o charakterze kasatoryjnym (uchylających), a zwiększenie ilości orzeczeń reformatoryjnych (zmieniających).  Skarga może być wniesiona wyłącznie z powodu naruszenia przesłanek uchylania wyroku sądu pierwszej instancji  w oparciu art. 437 k.p.k. lub z powodu wystąpienia bezwzględnej przyczyny odwoławczej, o której mowa w art. 439 k.p.k. Skarga objęta jest przymusem adwokackim. Wnosi się ją zawitym terminie 7 dni od doręczenia wyroku wraz z uzasadnieniem, a rozpoznaje Sąd Najwyższy. Przy rozpoznawaniu skargi (wyłącznie na posiedzeniu) strony nie mogą być obecne.

## Wymogi skargi
Skarga powinna spełniać ogólne wymogi wynikające z pisma procesowego (art. 119 k.p.k.). Do skargi należy dołączyć odpowiednią liczbę odpisów dla pozostałych stron, jednakże brak wniesienia odpisów nie powoduje jej bezskuteczności, lecz skutkuje wezwaniem do uzupełnienia braków formalnych. Prezes sądu, a w praktyce przewodniczący wydziału, doręczając odpis skargi pozostałym stronom, poucza o prawie wniesienia pisemnej odpowiedzi na skargę w terminie 7 dni od daty doręczenia odpisu skargi. Skarga objęta jest przymusem adwokacko-radcowskim co oznacza, że w imieniu strony skargę obowiązkowo musi wnieść adwokat lub radca prawny niezależnie czy występuje w sprawie jako obrońca lub pełnomocnik. Brak wniesienia skargi przez taki podmiot skutkuje powstaniem braku formalnego uzupełnianego w trybie art. 120 k.p.k. Warunkiem wniesienia skargi jest wniesienie opłaty, która stosownie do Rozporządzenia Ministra Sprawiedliwości z 14 maja 2003 r. (Dz.U. Nr 97, poz. 886) w sprawie wysokości opłaty od kasacji w sprawach karnych wynosi 450 zł w sprawie, w której zaskarżony skargą wyrok wydał sąd okręgowy – sąd odwoławczy, oraz 750 zł, gdy w instancji odwoławczej orzekał sąd apelacyjny. Jeśli osoba pozbawiona wolności jest tymczasowo zwolniona z obowiązku uiszczenia opłaty od skargi. 

## Procedura rozpoznania
Po wniesieniu prawidłowo sporządzonej skargi prezes sądu niezwłocznie przesyła akta Sądowi Najwyższemu.Wniesienie skargi powoduje wstrzymanie wykonania zaskarżonego wyroku. Po przekazaniu sprawy do Sądu Najwyższego orzeka on w razie potrzeby w przedmiocie środka zapobiegawczego. Na postanowienie o zastosowaniu tymczasowego aresztowania służy zażalenie do równorzędnego składu Sądu Najwyższego. Sąd Najwyższy rozpoznaje skargę na posiedzeniu bez udziału stron. W razie jej Sąd Najwyższy postanowieniem oddala skargę albo wyrokiem uchyla zaskarżony wyrok w całości lub w części i przekazuje sprawę właściwemu sądowi odwoławczemu do ponownego rozpoznania. Oddalenie skargi następuje w formie postanowienia. 